# Мерквиладзе, Гарри Александрович
Гарри Александрович Мерквила́дзе (1923—1971) — участник Великой Отечественной войны, генерал-майор авиации, Герой Советского Союза.

## Биография
Родился 17 февраля 1923 года в Батуми (Грузия). Грузин. Окончил 9 классов школы.
В 1941 году был мобилизован в Красную Армию. В том же году окончил Тбилисскую, а в 1942 году — Армавирскую военную авиационную школу пилотов. В 1943 году вступил в члены ВКП(б).

### Военное время
С марта 1943 года в составе 270-го (с февраля 1944 года — 152-го гвардейского) истребительного авиационного полка участвовал в сражениях Великой Отечественной войны. Воевал на Воронежском, Степном, 2-м и 1-м Украинских фронтах.
В звании старшего лейтенанта служил на должности заместителя командира эскадрильи 152-го гвардейского истребительного авиационного полка (12-я гвардейская истребительная авиационная дивизия, 1-й гвардейский штурмовой авиационный корпус, 2-я воздушная армия, 1-й Украинский фронт).
К маю 1945 года совершил 386 боевых вылетов на истребителях Як-1, Як-7 и Як-9. Участвовал в 87 воздушных боях, лично сбил 12 самолётов противника и ещё 3 — в составе группы. В марте 1945 года ему удалось сбить реактивный немецкий самолёт Ме-262.
27 июня 1945 года указом Президиума Верховного Совета СССР за мужество и героизм, проявленные в воздушных боях с немецко-фашистскими захватчиками, гвардии старшему лейтенанту Мерквиладзе Г. А. присвоено звание Героя Советского Союза с вручением ордена Ленина и медали «Золотая Звезда» за номером 7919.

### После войны
В 1952 году Г. А. Мерквиладзе окончил Военно-Воздушную академию, в 1961 году — Военную академию Генерального штаба. Летал на реактивных самолётах. С 1954 по 1957 годы командовал 1-м гвардейским истребительным авиационным полком. В 1970 году в звании генерала-майора авиации ушёл в запас.
Проживал в Тбилиси. Скончался 2 апреля 1971 года. Похоронен на Сабурталинском кладбище в Тбилиси.

## Награды
- Медаль «Золотая Звезда»;
- орден Ленина;
- три ордена Красного Знамени;
- орден Александра Невского;
- орден Отечественной войны 1-й степени;
- три ордена Красной Звезды;
- медали.